# Rajd Świdnicki 2025
53. Rajd Świdnicki – 53. edycja Rajdu Świdnickiego. To rajd samochodowy, który został rozegrany w dniach 25–27 kwietnia 2025 roku. Bazą rajdu było miasto Świdnica. Była to pierwsza runda rajdowych samochodowych mistrzostw Polski w roku 2025.

## Lista zgłoszeń
Poniższa lista spośród 53 zgłoszonych zawodników obejmuje tylko zawodników startujących w najwyższej klasie 2, samochodami grupy Rally 2.
| Nr | Kierowca            | Pilot             | Samochód               | Klasa    |
| -- | ------------------- | ----------------- | ---------------------- | -------- |
| 1  | Jarosław Szeja      | Marcin Szeja      | Škoda Fabia RS Rally2  | 2 Poland |
| 2  | Grzegorz Grzyb      | Adam Binięda      | Škoda Fabia RS Rally2  | 2 Poland |
| 3  | Zbigniew Gabryś     | Daniel Dymurski   | Škoda Fabia RS Rally2  | 2 Poland |
| 4  | Jakub Matulka       | Damian Syty       | Škoda Fabia RS Rally2  | 2 Poland |
| 5  | Łukasz Byśkiniewicz | Daniel Siatkowski | Škoda Fabia Rally2 evo | 2 Poland |
| 6  | Jarosław Kołtun     | Ireneusz Pleskot  | Škoda Fabia RS Rally2  | 2 Poland |
| 7  | Szymon Talik        | Michał Trela      | Hyundai i20 R5         | 2 Poland |
| 8  | Piotr Krotoszyński  | Adrian Sadowski   | Škoda Fabia Rally2 evo | 2 Poland |
| 9  | Jakub Brzeziński    | Jakub Gerber      | Citroën C3 Rally2      | 2 Poland |

## Zwycięzcy odcinków specjalnych[2]
| Dzień       | Numer odcinka | Nazwa odcinka                               | Długość  | Zwycięzca odcinka             | Samochód              | Czas   | Lider rajdu   |
| ----------- | ------------- | ------------------------------------------- | -------- | ----------------------------- | --------------------- | ------ | ------------- |
| 26 kwietnia | OS1           | Świdnica 1 – Fundusz Regionu Wałbrzyskiego  | 3.10 km  | Jakub Matulka                 | Škoda Fabia RS Rally2 | 2:05.6 | Jakub Matulka |
| 26 kwietnia | OS2           | Srebrna Góra - Jodłownik                    | 14.80 km | Jakub Matulka                 | Škoda Fabia RS Rally2 | 7:12.0 | Jakub Matulka |
| 26 kwietnia | OS3           | Kamionki - Sierpnica                        | 16.30 km | Jakub Matulka                 | Škoda Fabia RS Rally2 | 8:09.8 | Jakub Matulka |
| 26 kwietnia | OS4           | Świdnica 2 – Fundusz Regionu Wałbrzyskiego  | 3.10 km  | Jakub Matulka                 | Škoda Fabia RS Rally2 | 2:04.0 | Jakub Matulka |
| 27 kwietnia | OS5           | Bystrzyca - Zagórze Śląskie 1               | 18.00 km | Jakub Matulka                 | Škoda Fabia RS Rally2 | 9:15.0 | Jakub Matulka |
| 27 kwietnia | OS6           | Miłków - Kamionki 1                         | 12.90 km | Jakub Matulka                 | Škoda Fabia RS Rally2 | 6:20.8 | Jakub Matulka |
| 27 kwietnia | OS7           | Jodłownik - Srebrna Góra 1                  | 15.00 km | Jakub Matulka                 | Škoda Fabia RS Rally2 | 7:25.4 | Jakub Matulka |
| 27 kwietnia | OS8           | Bystrzyca - Zagórze Śląskie 2               | 18.00 km | Jakub Matulka                 | Škoda Fabia RS Rally2 | 9:08.6 | Jakub Matulka |
| 27 kwietnia | OS9           | Miłków - Kamionki 2                         | 12.90 km | Jarosław Szeja                | Škoda Fabia RS Rally2 | 6:17.9 | Jakub Matulka |
| 27 kwietnia | OS10          | Jodłownik - Srebrna Góra 2                  | 15.00 km | Jakub Matulka Jarosław Kołtun | Škoda Fabia RS Rally2 | 7:26.7 | Jakub Matulka |
| 27 kwietnia | OS11          | Bystrzyca - Zagórze Śląskie 3 [Power Stage] | 18.00 km | Grzegorz Grzyb                | Škoda Fabia RS Rally2 | 9:05.0 | Jakub Matulka |

## Wyniki końcowe rajdu
W klasyfikacji RSMP dodatkowe punkty przyznawane są za odcinek Power Stage.
| Miejsce                       | Kierowca                      | Pilot                         | Samochód                      | Czas                          | Strata                        | Grupa Klasa                   | Punkty                        |
| Klasyfikacja generalna i RSMP | Klasyfikacja generalna i RSMP | Klasyfikacja generalna i RSMP | Klasyfikacja generalna i RSMP | Klasyfikacja generalna i RSMP | Klasyfikacja generalna i RSMP | Klasyfikacja generalna i RSMP | Klasyfikacja generalna i RSMP |
| ----------------------------- | ----------------------------- | ----------------------------- | ----------------------------- | ----------------------------- | ----------------------------- | ----------------------------- | ----------------------------- |
| 1                             | Jakub Matulka                 | Damian Syty                   | Škoda Fabia RS Rally2         | 1:14:33.8                     | –                             | 2                             | 30+3                          |
| 2                             | Jarosław Szeja                | Marcin Szeja                  | Škoda Fabia RS Rally2         | 1:15:06.2                     | +32.4                         | 2                             | 24+1                          |
| 3                             | Grzegorz Grzyb                | Adam Binięda                  | Škoda Fabia RS Rally2         | 1:15:07.7                     | +33.9                         | 2                             | 21+5                          |
| 4                             | Jarosław Kołtun               | Ireneusz Pleskot              | Škoda Fabia RS Rally2         | 1:15:08.0                     | +34.2                         | 2                             | 19+4                          |
| 5                             | Jakub Brzeziński              | Jakub Gerber                  | Citroën C3 Rally2             | 1:15:17.6                     | +43.8                         | 2                             | 17+2                          |
| 6                             | Łukasz Byśkiniewicz           | Daniel Siatkowski             | Škoda Fabia Rally2 evo        | 1:16:34.0                     | +2:00.2                       | 2                             | 15                            |
| 7                             | Michał Chorbiński             | Adam Chrzanowski              | Renault Clio Rally3           | 1:17:49.2                     | +3:15.4                       | 3                             | 13                            |
| 8                             | Piotr Krotoszyński            | Adrian Sadowski               | Škoda Fabia Rally2 evo        | 1:34:09.0                     | +4:57.6                       | 2                             | 11                            |
| 9                             | Hubert Kowalczyk              | Dawid Potępa                  | Renault Clio Rally3           | 1:20:55.8                     | +6:22.0                       | 3                             | 9                             |
| 10                            | Szymon Talik                  | Michał Trela                  | Hyundai i20 R5                | 1:21:51.8                     | +7:18.0                       | 2                             | 7                             |
| 11                            | Marcin Górny                  | Mateusz Martynek              | Peugeot 208 Rally4            | 1:23:21.0                     | +8:47.2                       | 4                             | 5                             |
| 12                            | Marcin Kowal                  | Sebastian Lenkowski           | Ford Fiesta Rally3            | 1:24:31.2                     | +9:57.4                       | 3                             | 4                             |
| 13                            | Marek Mularczyk               | Krzysztof Marczewski          | Citroën DS3 R3T Max           | 1:24:52.6                     | +10:18.8                      | 4                             | 3                             |
| 14                            | Paweł Hurko                   | Jarosław Janasz               | Ford Fiesta R200              | 1:27:01.8                     | +12:28.0                      | NAT4                          | 2                             |
| 15                            | Michał Anaszkiewicz           | Marcin Borycki                | Honda CR-Z                    | 1:27:06.4                     | +12:32.6                      | NAT4                          | 1                             |

## Klasyfikacja kierowców RSMP 2025 po 1. rundzie
Punkty otrzymuje 15 pierwszych zawodników, którzy ukończą rajd według klucza:
| Miejsce | 1  | 2  | 3  | 4  | 5  | 6  | 7  | 8  | 9 | 10 | 11 | 12 | 13 | 14 | 15 |
| Punkty  | 30 | 24 | 21 | 19 | 17 | 15 | 13 | 11 | 9 | 7  | 5  | 4  | 3  | 2  | 1  |

Dodatkowe punkty zawodnicy zdobywają za ostatni odcinek specjalny zwany Power Stage, punktowany: za zwycięstwo – 5, drugie miejsce – 4, trzecie – 3, czwarte – 2 i piąte – 1 punkt.
| Miejsce | 1 | 2 | 3 | 4 | 5 |
| Punkty  | 5 | 4 | 3 | 2 | 1 |

W tabeli uwzględniono miejsce, które zajął zawodnik w poszczególnym rajdzie, a w indeksie górnym umieszczono miejsce zajęte na ostatnim, dodatkowo punktowanym odcinku specjalnym tzw. Power Stage.
| Poz. | Kierowca            | Świdnicki | Nadwiślański | Polski | Małopolski | Rzeszowski | Śląska | Nyski | Suma punktów |
| ---- | ------------------- | --------- | ------------ | ------ | ---------- | ---------- | ------ | ----- | ------------ |
| 1    | Jakub Matulka       | 13        |              |        |            |            |        |       | 33           |
| 2    | Jarosław Szeja      | 21        |              |        |            |            |        |       | 26           |
| 3    | Grzegorz Grzyb      | 35        |              |        |            |            |        |       | 25           |
| 4    | Jarosław Kołtun     | 42        |              |        |            |            |        |       | 23           |
| 5    | Jakub Brzeziński    | 54        |              |        |            |            |        |       | 19           |
| 6    | Łukasz Byśkiniewicz | 6         |              |        |            |            |        |       | 15           |
| 7    | Michał Chorbiński   | 7         |              |        |            |            |        |       | 13           |
| 8    | Piotr Krotoszyński  | 8         |              |        |            |            |        |       | 11           |
| 9    | Hubert Kowalczyk    | 9         |              |        |            |            |        |       | 9            |
| 10   | Szymon Talik        | 10        |              |        |            |            |        |       | 7            |
| 11   | Marcin Górny        | 11        |              |        |            |            |        |       | 5            |
| 12   | Marcin Kowal        | 12        |              |        |            |            |        |       | 4            |
| 13   | Marek Mularczyk     | 13        |              |        |            |            |        |       | 3            |
| 14   | Paweł Hurko         | 14        |              |        |            |            |        |       | 2            |
| 15   | Michał Anaszkiewicz | 15        |              |        |            |            |        |       | 1            |
| Poz. | Kierowca            | Świdnicki | Nadwiślański | Polski | Małopolski | Rzeszowski | Śląska | Nyski | Suma punktów |